# Eine Frage der Sühne
Eine Frage der Sühne ist ein 2017 beim Verlag HarperCollins U.K. erschienener Kriminalroman von Stuart MacBride; der englische Originaltitel lautet Now we are dead. Der Roman wurde von Andreas Jäger übersetzt und 2019 als deutsche Erstausgabe vom Goldmann Verlag veröffentlicht. Es handelt sich um einen Ableger der Logan McRae-Reihe, in dem seine langjährige Chefin Roberta Steel die Hauptrolle spielt.

## Inhalt
Detective Chief Inspector Roberta Steel ist tief gefallen. Nachdem sie dem mutmaßlichen Vergewaltiger Jack Wallace Beweise untergeschoben hatte, wurde sie zum Detective Sergeant degradiert und muss nun wieder selbst Ladendiebe durch die Aberdeener Innenstadt verfolgen, Kredithaie aufspüren und sich um die vernachlässigten Kinder von Prostituierten kümmern. Ihren langjährigen Freund und Vater ihrer Kinder Logan McRae betrachtet sie als Verräterschwein, da sie der Meinung ist, er hätte sie am Ende des Buches Totenkalt an die Interne Dienstaufsicht verraten. Was sie zu diesem Zeitpunkt jedoch noch nicht weiß: die Interne Dienstaufsicht hatte ihre Vergehen längst aufgedeckt, der scheidende DSI Napier wollte Logan nur einem Test unterziehen, ob er für einen Posten in der Dienstaufsicht geeignet ist und nicht bereit ist, Steels grobe Verstöße zu decken. Logan verwendete einen großen Teil einer Erbschaft dafür, den bekannten Aberdeener Strafverteidiger Sandy Moir-Farquharson zu bezahlen, der Steel tatsächlich davor bewahren konnte, unehrenhaft aus dem Polizeidienst entlassen zu werden.
Steel ist jedoch fest davon überzeugt, dass Wallace schuldig ist. Die Ermittlungen bei neuen Vergewaltigungen, die Steel auch Wallace zuschreibt, übernimmt ihr Kollege DI Vine. Zudem lässt es Wallace bei keiner Gelegenheit aus, Steel mit Hilfe von Moir-Farquharson – den auch er als Anwalt engagiert hat – zu diskreditieren und zu schikanieren.
Steel führt als Detective Sergeant ein Team von vier Detective Constables: Owen Harmsworth, Davey Barrett, Veronica Lund und Stewart „Tufty“ Quirrel, der gemeinsam mit Logan bereits in Banff als Streifenpolizist gearbeitet hat. Nachdem der Hund einer Seniorin von einem Kredithai in der Mikrowelle getötet wurde, bringt Tufty die Überreste des Yorkshire Terriers zu Police Constable Kate Mackintosh, die bei der Aberdeener Polizei als Wildlife Crime Officer arbeitet. Tufty verliebt sich sofort in seine Kollegin, braucht jedoch mehrere Anläufe, um sie zu einem Date zu überreden. Erst nachdem sie im Krematorium den Terrier „Pudding“ für die Seniorin haben einäschern lassen, kommen sie sich näher.
Als Steel und Tufty nach einem ausschweifenden Besuch im Pub sehr „betrunkt“ sind, fahren sie noch zu Steel nach Hause, da diese noch „Whisky tut haben“. Dort lauert ihnen jedoch Wallace mit seinen drei Freunden auf. Wallace möchte sich an Steel für die Zeit im Gefängnis rächen, sie und ihre Frau vergewaltigen, sie beide töten und ihre Kinder seinen pädophilen Freunden überlassen. Als Wallace Steel zu einem Blowjob zwingen will, beißt sie ihm seinen Penis ab. Und obwohl sie, ihre Frau Susan und Tufty an Stühle gefesselt sind, können sie das Durcheinander nutzen, um alle Einbrecher unschädlich zu machen. Einen setzen Steel und Tufty mit Tritten gegen die Knie und ins Gesicht außer Gefecht, die beiden anderen überwältigt Susan, nachdem ihr Stuhl zu Bruch gegangen ist, an den sie die Einbrecher gefesselt haben. Die passionierte Golfspielerin trifft einen der Einbrecher mit einem ihrer Schläger am Kopf und den letzten mit voller Wucht zwischen den Beinen.
Als die Polizei längst vor Ort ist und die Einbrecher in Krankenwägen abtransportiert werden, erscheint auch Logan – inzwischen Detective Inspector bei der Internen Dienstaufsicht – am Ort des Verbrechens. Steel sieht ein, dass sie einen Fehler gemacht hat und damit ihre Frau und ihre Kinder in Lebensgefahr gebracht hat und versöhnt sich mit Logan. Anschließend verfüttert sie den Rest von Wallaces Penis an ihre Katze.

## Allgemeines
Im Vorwort erzählt MacBride, dass es in der Geschichte darum geht, was „Steel passiert, nachdem sie in Totenkalt bei etwas SEHR, SEHR SCHLIMMEM erwischt worden war“ und dass sie es nicht erwarten könne, wieder mitzumischen. Logan hingegen beharre darauf, „dass er in den letzten beiden Büchern SEHR, SEHR HART gearbeitet hatte und eigentlich viel lieber irgendwo Urlaub machen würde“.
MacBride führt zudem an, dass er bei der Promi-Quizshow Celebrity Mastermind teilgenommen hatte. Sein Spezialgebiet war das Werk und das Leben des A. A. Milne, dem er auch das Buch widmet. Milne ist der Verfasser von Pu der Bär. Dies sei das Buch, das MacBride zum Leser gemacht habe und auch deshalb ließ er viele Kleinigkeiten aus Milnes Werk in Eine Frage der Sühne mit einfließen.
Der Kleinkriminelle Kenny Milne trägt den gleichen Familiennamen wie A. A. Milne, das Inhaltsverzeichnis ist im Stil des Buches Pu der Bär verfasst und mehrere Szenen im Buch sind ein direkter Hinweis auf Milnes Werk. Insbesondere als DC Stewart „Tufty“ Quirrel hinter Pc Mackintosh steht, während diese mit dem Süßigkeitenautomaten kämpft oder als Steel und Tufty von einer Brücke über den Don Stöckchen, Papierschiffchen und zuletzt zwei Dildos wie „Pustöcke“ ins Wasser werfen. Auch die Gestaltung mit Zeichnungen im Inhaltsverzeichnis und am Ende des Buches ist ein Verweis auf Pu der Bär.
Das Buch ist fast ausschließlich aus der Perspektive von DS Steel oder von DC Quirrel erzählt.

## Rezensionen
„Zwar verzichtet Autor MacBride auf seine Serienfigur McRae, lässt diesen Roman jedoch im eingeführten Aberdeen-Mikrokosmos spielen, weshalb viele bekannte Figuren wiederkehren. Absurd überspitzter, rauer Humor verbirgt scheinbar die Verzweiflung über einen Alltag, in dem Ungerechtigkeit nicht mehr verfolgt, sondern als Schicksal hingenommen wird: ausgezeichnet in Plot und Umsetzung!“